# Bland-Allison Act
Bland-Allison Act eller Bland bill kallas efter förslagsställaren Richard P. Bland en 1878 antagen lag om Förenta staternas myntväsen.
Medan ännu blott oinlösligt sedelmynt fanns i cirkulation, hade unionen 1873 beslutit övergång till guldmyntfot. Men innan något hunnit göras, framkallade den hastiga ökningen av Amerikas silverproduktion ett starkt intresse till förmån för den gamla dubbla myntfotens återställande, och genom Bland-billen vann bimetallisterna eller 
"silvermännen" nästan sitt mål. Lagen ålade regeringen att köpa silver för minst två och högst fyra miljoner dollar i månaden samt att mynta ut silvret till dollar (med laglig betalningskraft) enligt ett en gång för alla fastställt värdeförhållande (1:16 mot guld), som redan från början var alltför högt för silvret; dessutom fick finansdepartementet rätt att utfärda sedlar (så kallade silver certificates) mot avlämnande av silver, trots att även detta deponerade silver inte desto mindre skulle myntas ut. Då nu silvervärdet efter lagens antagande oavbrutet fortfor att sjunka, blev silverdollar alltmer underhaltiga och ingen ville ta emot dem, utan den stora massan av dem (355 miljoner dollar av 418 miljoner) hopade sig i myntverkets källare; blott "certifikaten" blev eftersökta, emedan plats beretts för dem genom begränsning i utgivningen av andra sedlar. På denna situation skulle man 1890 råda bot; men tack vare silvergruvägarnas inflytande blev tillståndet snarare förvärrat genom den då antagna Sherman-billen, och först den stora reformen 1900 bragte reda i det amerikanska myntväsendet.